# Église des Saints-Apôtres d'Athènes
Pour les articles homonymes, voir Église des Saints-Apôtres.
L’église des Saints-Apôtres, également connue sous le nom de Saints-Apôtres de Soláki (grec moderne : Άγιοι Απόστολοι Σολάκη), est située dans l'ancienne agora d'Athènes, en Grèce, à côté de la stoa d'Attale, et peut être datée de la fin du Xe siècle. 

## Histoire
Le terme « Solakis » renvoie potentiellement au nom de famille de ceux qui ont parrainé une rénovation ultérieure de l'église, ou à la zone densément peuplée autour de l'église au XIXe siècle, appelée « Solaki ». 
L'église est particulière en tant que monument de l'Agora, car avec le temple d'Héphaïstos, elle est l'un des deux seuls monuments restés intacts depuis leur construction. Architecturalement, c'est vraisemblablement la première église athénienne importante de la période byzantine moyenne (à l'époque du thème de l'Hellade), marquant le début du « type athénien (el) ». Signe d'une transition architecturale, l'édifice laisse apparaître une combinaison d'éléments du plan centré et des caractéristiques du plan à croix inscrite. L'église a été en partie construite sur un nymphée du IIe siècle et après diverses modifications, a été restaurée dans sa forme originale entre 1954 et 1957. 

## Architecture
À partir des preuves de diverses réparations et reconstructions, quatre phases distinctes de construction peuvent être définies. Le plan d'origine est une croix avec des absides sur quatre côtés et un narthex sur le côté ouest, avec quatre colonnes supportant un dôme. L'autel et le sol étaient à l'origine en marbre. Les chapiteaux des colonnes d'ordre corinthien sont des remplois antiques. L'appareil cloisonné des murs extérieurs est orné de motifs décoratifs de type coufique.
Quelques fresques du XVIIe siècle subsistent dans le bas-côté central et des peintures d'églises voisines ont également été placées dans d'autres parties de l'église.

## Galerie

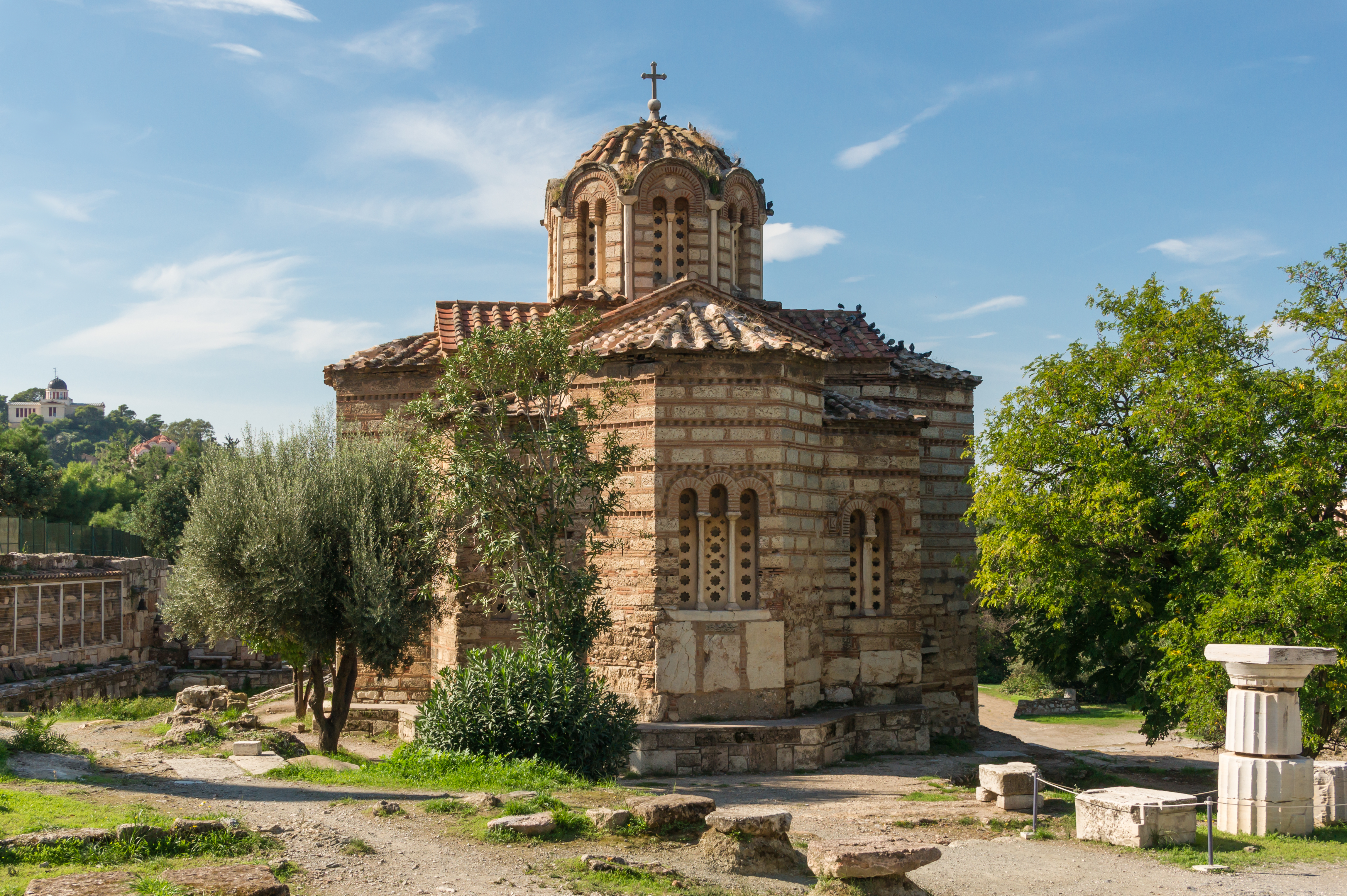
Vue du chevet depuis l'est
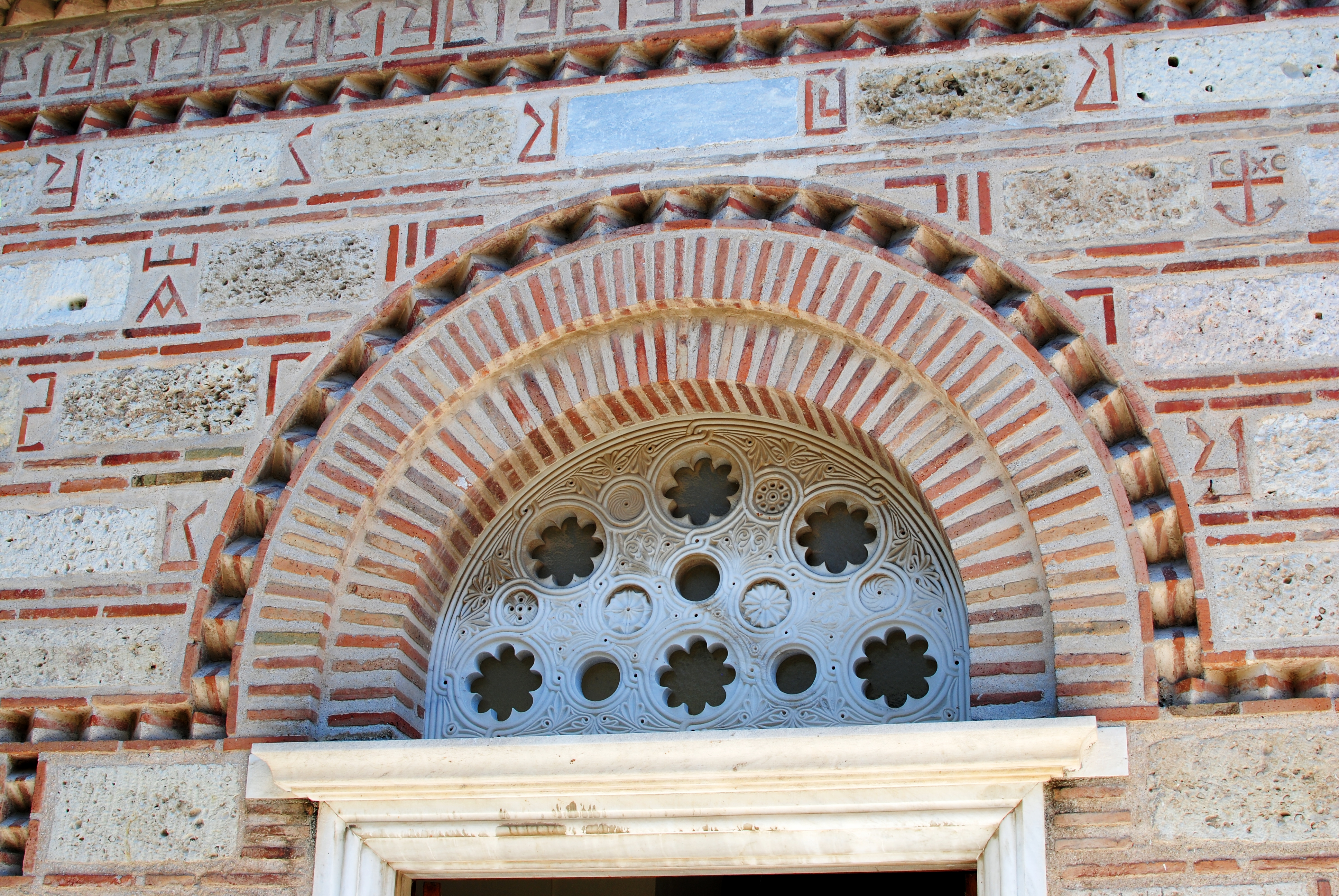
Linteau de la porte du naos
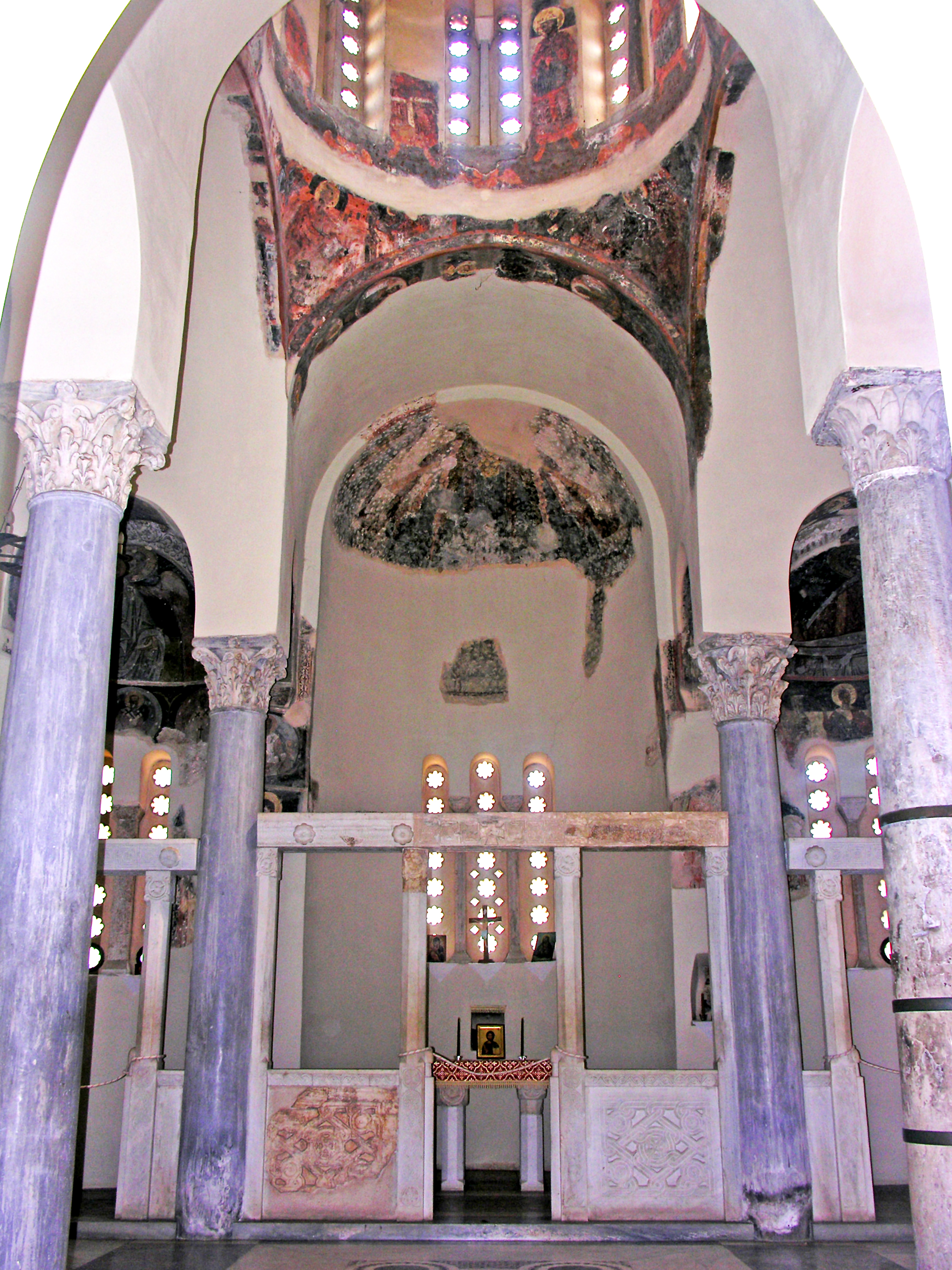
Intérieur du naos
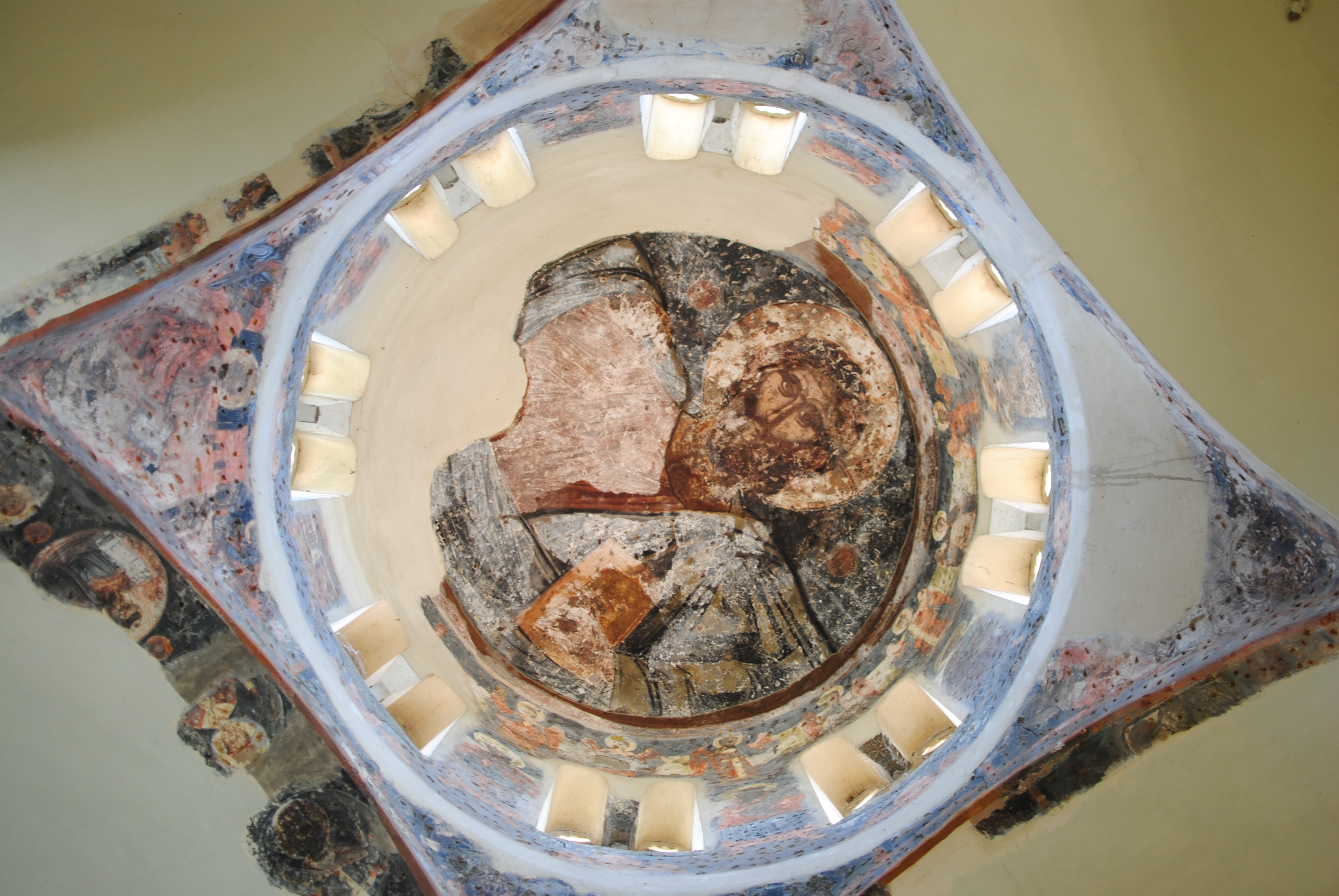
Fresques dans la coupole principale de l'église